# Tarchalice
Tarchalice – wieś w Polsce położona w województwie dolnośląskim, w powiecie wołowskim, w gminie Wołów.
| SIMC    | Nazwa   | Rodzaj     |
| ------- | ------- | ---------- |
| 0883548 | Wodnica | przysiółek |

W latach 1975–1998 miejscowość administracyjnie należała do województwa wrocławskiego.

## Historia
W Tarchalicach znajdował się jeden z największych starożytnych ośrodków metalurgii żelaza w Europie. 
Ślady istniejącej w tym miejscu osady hutników celtyckich i osadników związanych z kulturą przeworską kulturą przeworską, a także pozostałości niecałej setki dymarek, duże ilości żużli rozrzuconych po okolicy, datuje się na II-III wiek n.e. Na stanowisku w Tarchalicach wykopaliska prowadzono od 1903 r.

## Piknik Archeologiczny
W Tarchalicach, w Ekomuzeum, we wrześniu każdego roku odbywały się imprezy plenerowe pod nazwą Żelazna Wieś – Piknik Archeologiczny. Podobnie jak w czasie Dymarek Świętokrzyskich budowało się wtedy repliki glinianych pieców i prezentowało proces wytopu żelaza. Działało tu także pole biwakowe z dostępem do kuchni, łazienki i kawiarenki internetowej.